# 上海鮮花港
上海鮮花港是中華人民共和國上海市浦東新區的一個花卉展示園，是國家4A級旅遊景區，內有產業化生產區、花卉展示區、科普休閒區和技術培訓區。鮮花港總面積為100萬平方米，建於2002年9月，是由中荷農業部上海園藝培訓示範中心和光明食品東海總公司一同出資修建。2005年開始，每年3月下旬至4月鮮花港都會舉行鬱金香展。

## 外部連結
- 官方网站